# Jean Baud (entrepreneur)
Pour les articles homonymes, voir Jean Baud et Baud.
Jean Baud, né le 7 novembre 1919 à Choisy-le-Roi et mort le 16 juillet 2012 à Blonville-sur-Mer, est le fondateur des enseignes Leader Price et Franprix, aujourd'hui détenues par le groupe Casino. Par ailleurs, la famille Baud possède 25 % de l'enseigne hard-discount, Leader Price, et 5 % du Marché Franprix.
Il fut propriétaire d'un logement dans les Immeubles Walter.[réf. nécessaire]